# ソウルケイジ
『ソウルケイジ』（Soul Cage）は、誉田哲也の警察小説。姫川玲子シリーズ第2作。

## 概要
光文社より2007年3月19日に単行本、2009年10月8日に光文社文庫版が発売された。
死体なき殺人事件の捜査を進める中で、相矛盾する証言が立ちはだかる。全5章から構成され、作品のカギを握る高岡賢一と三島耕介のモノローグを章の冒頭に挿入する。前作『ストロベリーナイト』で派手な事件を扱ったため、本作では地味な事件を扱うというコンセプトの元で執筆され、スティングの楽曲「The Soul Cages」からインスパイアされている。そのため本作では著者なりの解釈による「父性」が主題となっており、劇中では事件の当事者と自分の事を大切に思う父親の想いを知った姫川、そして、本作では事実上の準主役であり一人息子を想う日下の心情と登場人物それぞれに「父性」と関わる場面に焦点が当てられている。
2012年、姫川玲子シリーズを原作としたフジテレビ系列連続テレビドラマ『ストロベリーナイト』の第9話から最終話で映像化された。2019年に、同じく姫川玲子シリーズを原作としたフジテレビ系連続テレビドラマ『ストロベリーナイト・サーガ』の第2話から第3話で映像化された。

## あらすじ
多摩川の土手に放置されたワンボックス軽自動車の荷台から、成人男性の左手首が発見された。指紋鑑定により、工務店経営者の高岡賢一の手首と判明する。また通報により、高岡が賃貸人になっていた同じ区内にある工務店のガレージに致死量を超えた大量の血痕が発見され、死体なき殺人事件として捜査が開始される。
第一発見者である三島耕介は高岡の工務店で働いていたが、彼の父親は9年前に建設現場で転落死していた。一方、耕介と付き合っていた中川美智子に聞き込みを行った玲子は、彼女の父もまた、2か月前に建設現場で事故死していたことを知る。そして、2人の父親は共通して多額の借金を抱え込み、同じ会社「木下興業」で建設作業員となっていた。捜査を進める中で、「木下興業」の裏で暗躍しているゼネコン「中林建設」の存在が明らかになる。
玲子たちは、高岡の過去を調べるため実家付近への聞き込みを行うが、得られたのは相次いで矛盾した証言だった。そして、高岡をよく知る人間によってこれまでの事実が覆されてしまう。被害者とされていた高岡賢一は実は全くの別人であった。

## 登場人物

### 姫川班
姫川 玲子
警視庁捜査一課殺人犯捜査十係（姫川班）主任 警部補。
菊田 和男
巡査部長。玲子の部下。
石倉 保
巡査部長。玲子の部下。
湯田 康平
巡査長。玲子の部下。
葉山 則之
巡査長。玲子の部下。本作より大塚の後釜として登場

### 警視庁
日下 守
捜査一課殺人犯捜査十係（日下班）主任 警部補。
今泉 春男
警視庁捜査一課殺人犯捜査十係係長 警部。
橋爪 俊介
捜査一課管理官 警視。
國奥定之助
東京都監察医務院監察医。
井岡 博満
蒲田署配属 巡査長。

### 「木下興業」関係者
高岡 賢一
建設業「高岡工務店」を経営。耕介の父親が死亡した当時は「中林建設」に勤務しており、同じ現場にいた。養護施設を出た後の耕介を引き取り、親代わりとなって仕事を教え込ませる。6年前に独立。誠心誠意仕事に励んでいると評判で、特に耕介のミスにも責任をもって対応していた。耕介と親子以上の関係を築いていたが、父親の友達を装ってまで耕介に接近したのには理由があった。
三島 耕介
20歳。「高岡工務店」に勤務。小学生当時、だらしない父のせいで貧しい生活を送り、いじめられていた。9年前、父を転落事故で亡くし、品川区の児童養護施設「品川慈徳学園」に入る。養護施設では高岡の度々の面会に勇気づけられ、上級生のいじめにも抵抗していた。養護施設を出た後は高岡に引き取られ、わが子のように育てられた。高岡のことを「おやっさん」と呼び、慕っていた。
中川 美智子
19歳。美容専門学生。その傍ら、ファミリーレストラン「ロイヤルダイナー」でバイトをしている。母親はすでに他界、父親も建設現場で事故死している。
戸部 真樹夫
41歳。「中林建設」から「木下興業」に出向してきた総務係長。工事現場に似つかわない派手で堅気でない格好で出入りして顰蹙を買い、女遊びが盛んで「木下興業」の事務員や若い女にも無理やり手を出すなど、トラブルを多く持ち込む。
三島 忠治
耕介の父。妻と離婚後、酒を飲んでは耕介には暴力をふるっていたことがある。「木下興業」で勤務していた9年前に建設現場で転落死した。当時1000万円以上の借金を抱えていた。
小林 実夏子
渋谷の店に勤めるホステス。戸部の情婦で同棲相手。覚醒剤中毒者。
内藤 君江
49歳。北千住で居酒屋を経営している。
内藤 和敏
君江の弟。捜査の過程で13年前の事故で妻を亡くし、息子が全身麻痺で寝たきりになり、自分も重傷を負い、その1年後に建設中のビルで自殺したことが判明するが･･･。

## オーディオブック
2021年1月21日より、audiobook.jpで配信された。ナレーターは行成とあ。